# Kawa zielona
Kawa zielona, zwana też kawą surową. – ziarna kawy, których obróbka zakończyła się przed procesem palenia. Z uwagi na to, że w ziarnach nie zaszedł jeszcze proces pirolizy, ziarna kawy nie mają silnego aromatu i smaku (smak jest znacznie łagodniejszy). Różni się kolorem, gdyż jest dużo jaśniejsza niż kawa palona i stąd właśnie jej nazwa (chociaż nie zawsze ma kolor zielony).
Określenia i skróty stosowane przez testerów opisujące wady i zalety surowego ziarna kawowego:

- ad (ang. antestia): szkodniki owadzie,
- am (ang. amber): barwa bursztynowa,
- b (ang. beany): ziarniste,
- bl (ang. black): czarne,
- bo (ang. bold): duże,
- ctd (ang. coated): w osłonie,
- cbd (ang. coffee barry deseasse): chore,
- cut (ang. cut): pocięte w trakcie obróbki,
- dam (ang. damaged): uszkodzone,
- d (ang. dull): tępe,
- ear (ang. ears): uszate,
- ev (ang. evenish): równomierne,
- fa (ang. faded): pozbawione jędrności,
- fg (ang. feading): zmarniałe,
- fox (ang. foxy): o barwie lisiej,
- gsh (ang. greenish): zielonkawe,
- irr (ang. irregular): nieregularne,
- ka (kamara): brak określenia,
- lsh (ang. loanish): podwinięte,
- occ (ang. occasional): okazjonalne,
- op (ang. opalescent): opalizujące,
- pod (ang. pod): suche,
- pn (ang. pulper nipped): szkodniki miazgi,
- p (ang. poor): małe, niewielkie, nieznacznych rozmiarów,
- sev (ang. several): różnorodne,
- sli (ang. slightly): małe, drobne i lekkie,
- sor (ang. sour): kwaśne,
- str (ang. stinkers): śmierdzące, cuchnące,
- u (ang. useful): przydatne,
- un (ang. unripe): niedojrzałe,
- ud (ang. underdried): podsuszone,
- v (ang. very): bardzo - w odniesieniu do innych pojęć, np. very unripe (vun),
- w (ang. whitish): białawe,
- wd (ang. water damaged): uszkodzone w trakcie mycia,
- x (ang. mixed): mieszane,
- y (ang. yellowish): żółtawe[2].